# Max Elskamp
Max Elskamp (Amberes, Bélgica, 5 de mayo de 1862-Ibidem, 10 de diciembre de 1931) fue un poeta simbolista belga en lengua francesa, miembro de la Real Academia de la Lengua y Literatura Francesa de Bélgica. Legó sus escritos, su biblioteca y otros objetos de su colección a la Biblioteca Real de Bélgica, que los repartió a su vez entre el Archivo y Museo de Literatura, la Universidad Libre de Bruselas y el Museo de la Vida Valona de Lieja. El fondo más importante se encuentra en la Biblioteca de Amberes.

## Biografía
Max Elskamp nació en Amberes el 5 de mayo de 1862, siendo desciende de una modesta familia de origen escandinavo que se trasladó a la ciudad belga a finales del siglo XVIII. Su abuelo abrió una tienda de ultramarinos, se enriqueció en California durante la época de la fiebre del oro y volvió para instalarse como armador en Amberes. El padre de Max Elskamp, banquero de profesión, fue un hombre ilustrado que lo introdujo en las artes y despertó su espíritu más reflexivo. Su madre, procedente de Valonia, era una música experimentada. La hermana de Max Elskamp, Marie, varios años menor que él, falleció a temprana edad debido a su delicado estado de salud.
Max Elskamp creció hasta los catorce años dentro del seno familiar. Inició sus estudios en el Ateneo de Amberes donde no sobresalió en ninguna materia excepto en francés, y prosiguió con sus estudios en la Facultad de Derecho de la Universidad Libre de Bruselas. Fue durante su estancia en la universidad cuando descubrió a Flaubert, quien sería por mucho tiempo su poeta favorito, profesando también especial admiración hacia Musset y Voltaire, así como por Stéphane Mallarmé. Además, intentará introducir a Verlaine y Mallarmé en Amberes, si bien allí fueron muy mal recibidos.
Recibido el título de Doctor en Derecho en 1884 y, no teniendo que trabajar para vivir, se dejó aparecer poco por los tribunales durante dos años. Elskamp arrastró un constante malestar de la vida, acentuado por la muerte de su madre en 1883; llegó a quemar sus obras en 1884 para mantenerse independiente de las corrientes literarias de la época y su influencia: «Hago una oferta acabada; ayer quemé todos mis versos; ser puros y no tener más ataduras con esta innoble era universitaria – los releí todos de antemano; y me tomó tiempo; ¡¡¡había algunas que databan del tercer curso!!! Es muy chic apilar cuadernos en el fuego y ver cómo se quema todo; cuando terminó me sentí aliviado; me parece que he roto con la tradición; y ahora estoy frente a la inmensidad de la Nada, sin atreverme a tocar nada por miedo a volver a caer en el camino de todos».
De 1881 a 1891 publicó en varias revistas, como La Joven Revista Literaria (La Jeune Revue Littéraire) bajo el seudónimo de A. M. Champs d'Aulnes, pero también en la Joven Bélgica (La Jeune Belgique) en 1882 y en La Valonia (La Wallonie) en 1891. Su primera obra, una colección de seis poemas impresos en cincuenta copias que distribuyó a sus allegados y titulado L'Éventail japonais, fue publicado en 1886. Tras la cancelación de su compromiso con Maria de Mathis, a quien nombrará "Maya" en sus poemas, el spleen nunca lo abandonará. Siguió un período de decadencia en el que perdió el equilibrio.
En 1887, emprendió un viaje a bordo del Princess Stephanie, visitando Grecia, Argelia y Asia Menor. En cualquier caso, esto es lo que Elskamp hace creer a sus amigos, incluido Jean de Bosschère, quien relató dicha mentira en su libro sobre Max Elskamp. En realidad, viajó por el Mediterráneo a lo largo de Argelia, Túnez y Córcega a bordo del Princess Stéphanie. Dejará aquí y allá huellas de sus viajes en sus obras. Confesó esta mentira a medias en Aegri Somnia y Les Fleurs vertes.

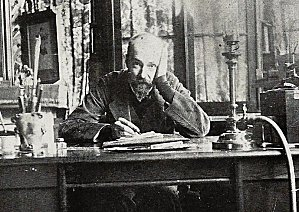
Max Elskamp trabajando en su despacho.

En su correspondencia con su mejor amigo de la infancia, Henry van de Velde, cuestiona constantemente su capacidad para escribir. Tiene un deseo de mantenerse al margen y busca, en sus palabras, producir un volumen real. Sin embargo, su humildad y falta de confianza le impidieron producir nada durante cinco años. André Gide le escribió «Leí tu libro bajo el cielo, en el cielo... todo me es exquisito, excepto tu dedicatoria: ¿Por qué crees que tal vez desdeñe tal regalo... "A André Gide, si se digna". Casi me enfado por eso. ¿Me crees entonces indigno de lo celestial, será lo que lees de mí lo que podría hacerte creer en el desprecio? ¿O querías mostrar con esto un pudor excesivo que los que te aman no pueden aceptar? Y créanme que yo soy uno de esos».
En 1887, Henry van de Velde creó la fundación L'Association pour l'Art siguiendo a L'Art Indépendant; Max Elskamp fue el secretario de ambas asociaciones. Elskamp es reacio a juntarse con sus compañeros y gente del entorno burgués, con los que no siente ninguna afinidad. Max Elskamp es un gran observador de los estratos más inferiores, por la que siente una gran admiración. En la década de 1890 se dispuso a descubrir Amberes para estudiarlos y conocerlos. Le fascinaba la gente, su forma de vida, sus prácticas religiosas, los diferentes oficios y su folclore. Leyó obras afines, manuales prácticos y la Biblia; también mostró interés por la filosofía, las religiones y artes asiáticas (grabados japoneses, budismo) y el esoterismo. Colecciona objetos relacionados con la astronomía, misma colección que se encuentra depositada en el Museo de la Vida Valona de Lieja.
También fue durante este período que realizó varias prácticas en la imprenta del padre de su amigo, J.-E. Buschman. Luego se interesó por las técnicas de estampación y el grabado en madera. Hizo su propia prensa, a la que apodó "La Alondra" (L'Alouette). Durante este período de su vida, también aprendió otros muchos oficios: se hizo encuadernador, ebanista y relojero.
Max Elskamp, reservado y solitario, fue el propio artífice de su obra, prefiriendo imprimir y editar sus escritos antes que enviarlos a una editorial. Su perfeccionismo le empuja a dedicarse a todas las etapas de la realización de un libro, desde el planteamiento artístico hasta el producto final: redacción, diseño de la maqueta, elección de papel y tipografía, maquetación, ilustraciones e impresión. Todo esto en pequeñas ediciones que él mismo enviaba a un público preciso (amigos, intelectuales, periodistas). Maurice Des Ombiaux le escribe: «Eres amado por algunos hombres que te conocen, pero si tu obra fuera un poco más difundida no tardarías en aparecer como el que esperábamos para contarnos la miseria tan espantosa que hemos pasado y para llevarnos a la comunión en admirables versos henchidos de sensibilidad y emoción y de una eterna humanidad».

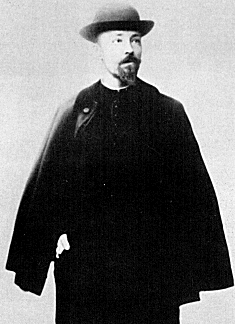
Max Elskamp en 1903.

Incluso cuando publicó parte de sus poemarios con Paul Lacomblez, editor de gran renombre de la época como Maeterlinck, Verhaeren y Giraud, Max Elskamp reservó la mayoría de las copias para distribuirlas entre sus amigos y colegas. Paul Lacomblez aconseja a Max Elskamp que lo publique a pesar de «el muflismo de nuestros contemporáneos». Poco después, en 1901, Elskamp inventó un termómetro de cuadrante de precisión por el cual obtuvo una patente.
En 1911 su soledad y su mal humor se agudizaron con la muerte de su padre. Durante la Primera Guerra Mundial, su casa fue ocupada por los alemanes, teniendo que exiliarse con un sirviente durante dos años en los Países Bajos. Cayó gravemente enfermo a su regreso a casa y estuvo al borde de la muerte. Marcado por la guerra, talló una madera grabada que titula "Honnie soit l’Allemagne". Emma Lambotte le escribió «[…] Tú me dijiste un día "Yo no conocía el odio, para mí los hombres eran todos hermanos, los alemanes me enseñaron el odio..." y te entristeció mucho porque es doloroso cerrar tu corazón. La guerra también te desilusionó».
En 1918 publicó Comentarios e ideografía de los juegos de lotería en Flandes (Les commentaires et l'idéographie des jeux de loto dans les Flandres). Los primeros años de la década de los Felices años veinte marcaron su gran regreso, siendo sus años más prolíficos. Elskamp acelera el ritmo de publicación de sus obras, trabajando muchas veces de noche, mientras padece una enfermedad nerviosa que le retiene postrado en la cama, sufriendo de constantes problemas cardíacos, parálisis y manos y pies hinchados. En 1922 presentó Chansons désabusées y La chanson de la rue Saint-Paul, revelando parte de sus recuerdos familiares. En 1923, Les sept Notre-Dame des plus beaux métiers, Les délectations moroses, Chansons d’Amures y Maya, y en 1924 Remembrances y Aegri Somnia. Es en este período de producción febril, que el mismo Max Elskamp llama el «período de postración, silencio y exilio», cuando comienzan a aparecer los primeros síntomas de la demencia. 
Max Elskamp falleció el 10 de diciembre de 1931 en Amberes después de muchos años de demencia. Ya no salía de su casa a menos que lo acompañara un gendarme, convencido de que querían arrebatarle su vida. Murió solo mientras toda su existencia gozó de la admiración de los más grandes.

## Estilo
Si bien se pueden distinguir dos períodos de escritura en la vida de Max Elskamp, de 1886 a 1901 y de 1920 hasta su muerte, su estilo se mantiene en la misma línea a lo largo de su carrera. El poeta se expresa en dísticos o cuartetos, en verso breve y en un lenguaje extraño influido por el bilingüismo franco-holandés, la canción popular y probablemente por el modo de hablar influido por Mallarmé o Verlaine.
Charles Van Lerberghe, en una carta fechada a 12 de marzo de 1895, felicita a Elskamp por haber conquistado una originalidad fundamental, una visión «tan inmediata que no sería fácil descubrir quiénes pudieron haber sido tus poetas de cabecera […] Sabías encontrar esa cosa peculiar: una visión, imágenes, sensaciones, un estilo propio».

## Reconocimientos

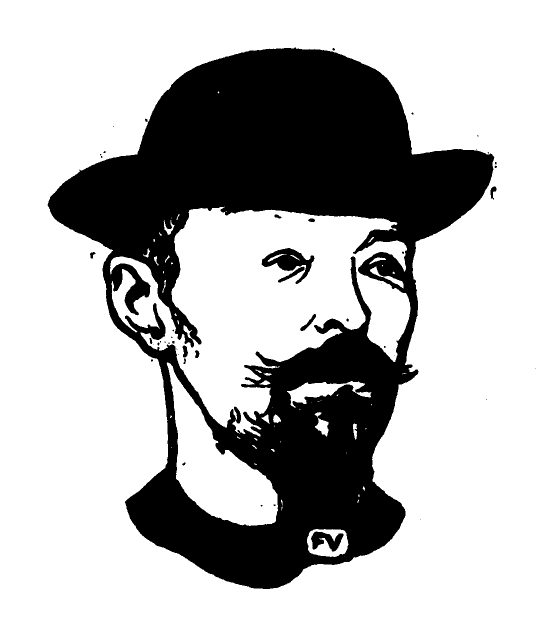
Retrato de Max Elskamp por Vallotton, ilustración de Le Livre des masques de Remy de Gourmont (1898).

En 1921, Max Elskamp publicó Sous les Tentes de l'Exode, que le valió el premio trienal de literatura francesa de 1919-1921. También fue elegido miembro de la Real Academia de la Lengua y Literatura Francesa de Bélgica. Muchas de sus obras fueron publicadas póstumamente; algunas de ellas son Huit chansons reverdies en 1932, Les Joies blondes y Les Fleurs vertes en 1934 o Les Heures jaunes en 1967.
Max Elskamp fue admirado por grandes poetas y escritores de la época, como demuestran los siguientes extractos:
- Charles Delchevalerie: «Desde este punto de vista como desde muchos otros, tu trabajo para mí es un hito, logra para mí el más puro esfuerzo hacia la Belleza que se ha intentado en tu Flandes».[11]
- Michel Della Torre: «Termino esta carta mostrándote una vez más la admiración que te profeso por tu obra, que ubico junto a la de Baudelaire, Verlaine y Verhaeren».[12]
- Ernest Deltenre: «Querido poeta, gracias por enviar tu delicioso libro… ¡Me encanta tanto que quiero morderlo y comérmelo! […] Deseo que se publiquen tus canciones, solo necesito ciertas garantías en cuanto a la propiedad que debe quedarte […]».[13]
- Eugène Demolder: «[…] un libro exquisito de un verdadero y delicado poeta. Me encanta tu libro; Lo he leído muchas veces y juro que lo volveré a leer. ¿Por qué me gusta tanto? Porque es una nueva y fuerte manifestación de nuestro arte literario belga. Porque es el sutil reflejo del campo y la ciudad lo que aprecio... porque es tan profundamente sincero... tus versos no son versos de fabricación como tantos otros. ¡Son versos del corazón y del alma!».[14]
- Pèire Devoluy: «Junto a Verhaeren y Maeterlinck eres mi querida trinidad».[15]
- Albert Giraud recuerda una frase de Émile Verhaeren: «¡Verhaeren encuentra las iluminaciones [Enluminures] muyyyyy [sic] bien!».[16]
- Stéphane Mallarmé, «Vuestra Enluminures, cada una de ellas maravillosa, aunque sea un cántico, manteniendo su encanto de imaginería en el fondo toda la virginidad que es tu arte, no sabemos cuál, ilustrador de visiones y músico de eco secreto».[17]
- Maurice Maeterlinck: «Mi querido colega, […] debe haber sabido tan bien de antemano que todos lo iban a amar. Porque realmente, como es uno de los rarísimos poemas auténticos de los últimos años».[18] También añadió: «¡Oh! Si las amo, y tanto que las amo, estas bellas obras tan maravillosamente esperadas por el inolvidable Dominical. Los mismos y aún más bellos, y más numerosos y más puros aún en las ataduras más llenas de gracia de este adorable país de sensibilidades tan desconocidas y sin embargo tan admirablemente cotidianas cuando el gran poeta que sois nos ha llevado amablemente allí».[18]

Su notoriedad fue progresiva y póstuma. La distribución restringida de sus obras, dedicada a una élite selecta que él mismo seleccionaba cuidadosamente, así como las pocas copias disponibles en el mercado explican por qué el legado de Max Elskamp era poco conocido por el público antes de 1954. Sus obras, generalmente ediciones de lujo, se encuentran relegadas la mayor parte del tiempo en bibliotecas personales.
En 1967, apareció Les œuvres complètes de Max Elskamp. En la década de 1980, apareció en algunos catálogos y Jacques Antoine publicó seis colecciones durante el festival internacional de Europalia. En 1987, varias obras de Elskamp pasaron a formar parte de la colección de libros de bolsillo de la editorial belga Labor. En 1997, comenzó una distribución internacional cuando ingresó a la colección Poésie en Gallimard.

## Poemas

Ils ont écrit
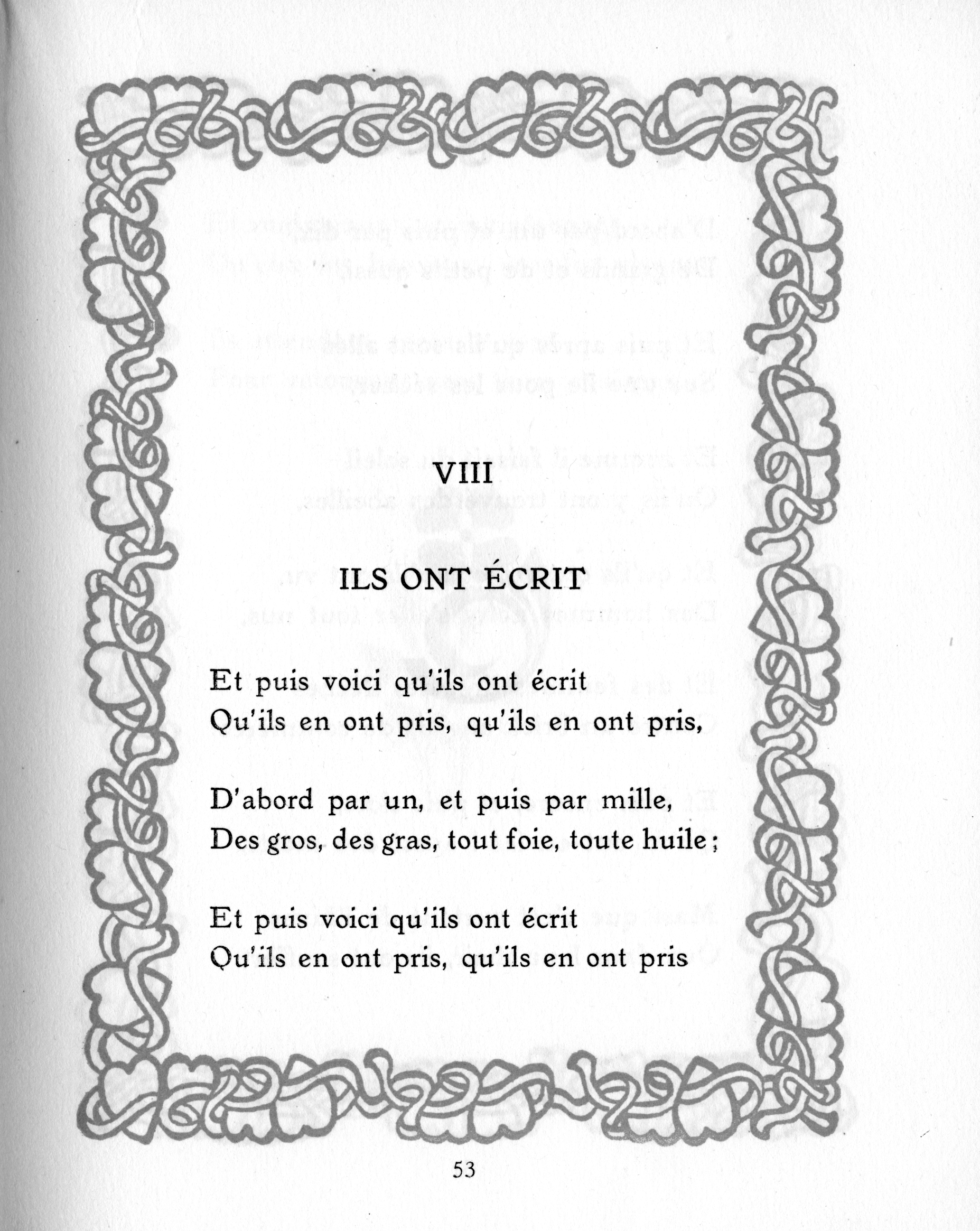
«Ils ont écrit», en Chansons d'Amures (1923). Amberes: Buschmann.
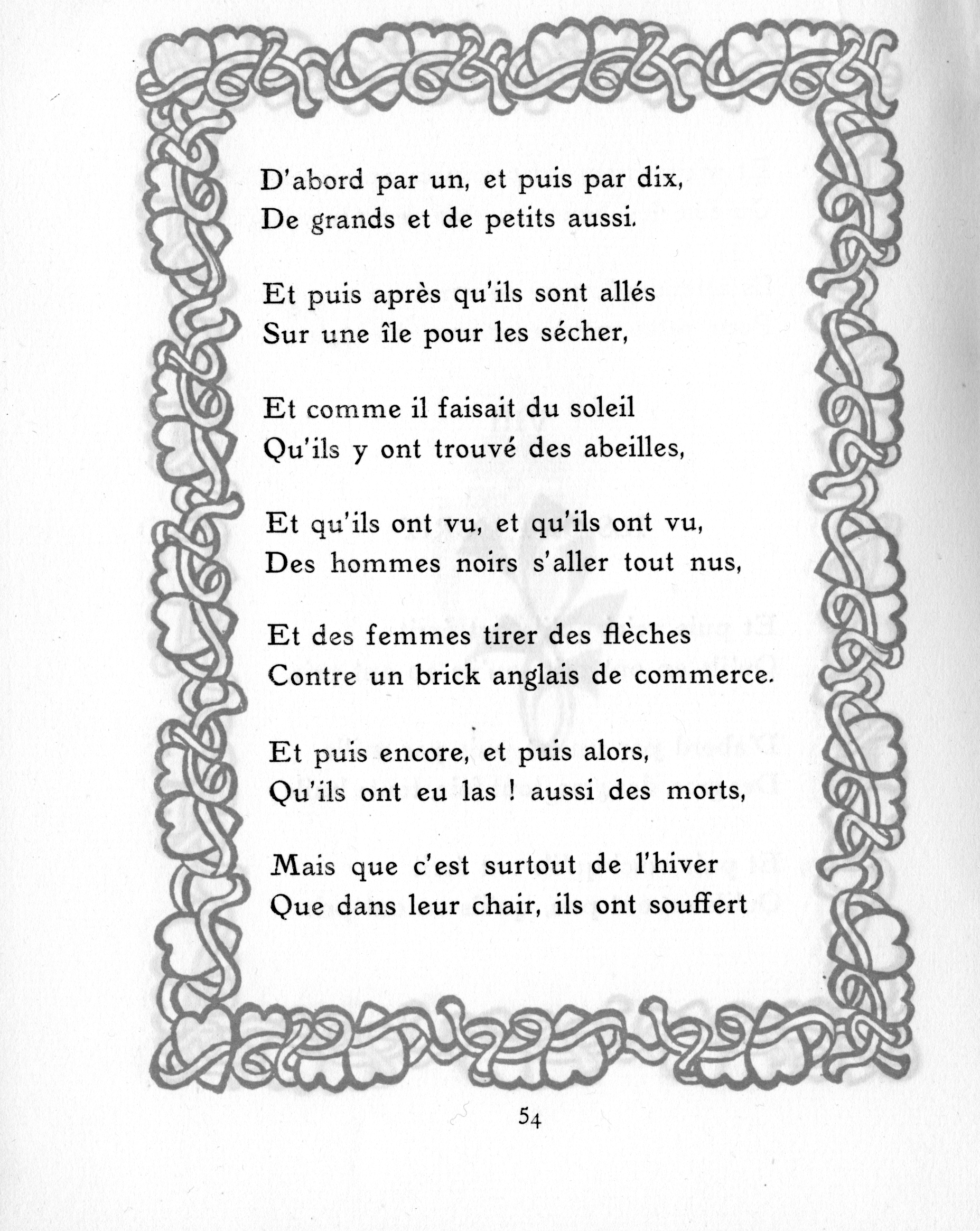
«Ils ont écrit», en Chansons d'Amures (1923). Amberes: Buschmann.
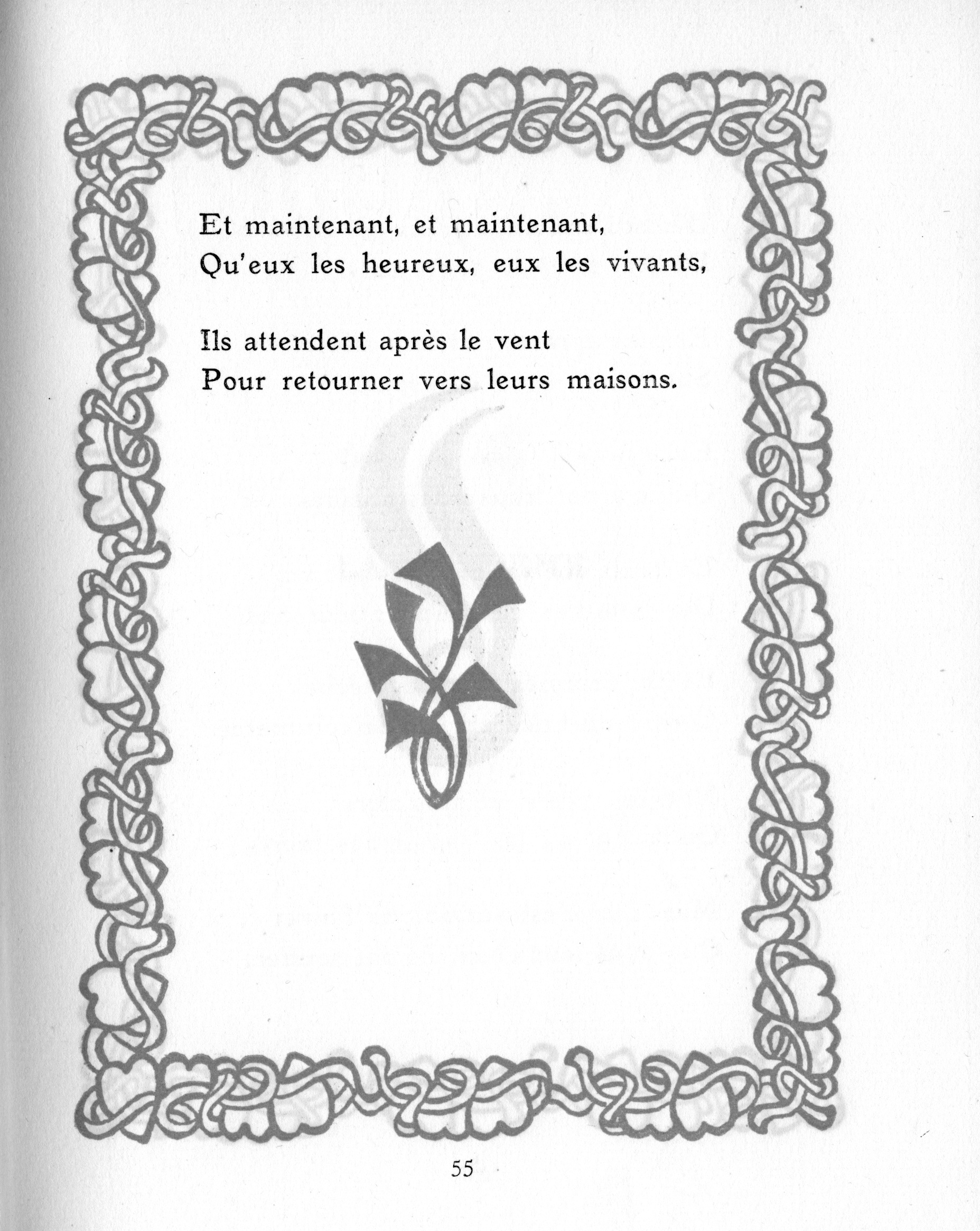
«Ils ont écrit», en Chansons d'Amures (1923). Amberes: Buschmann.

| - Ils ont écrit - «Ils ont écrit», en Chansons d'Amures (1923). Amberes: Buschmann. - «Ils ont écrit», en Chansons d'Amures (1923). Amberes: Buschmann. - «Ils ont écrit», en Chansons d'Amures (1923). Amberes: Buschmann. | - Baffin - «Baffin», en Chansons d'Amures (1923). Amberes: Buschmann. - «Baffin», en Chansons d'Amures (1923). Amberes: Buschmann. - «Baffin», en Chansons d'Amures (1923). Amberes: Buschmann. - «Baffin», en Chansons d'Amures (1923). Amberes: Buschmann. |

Baffin
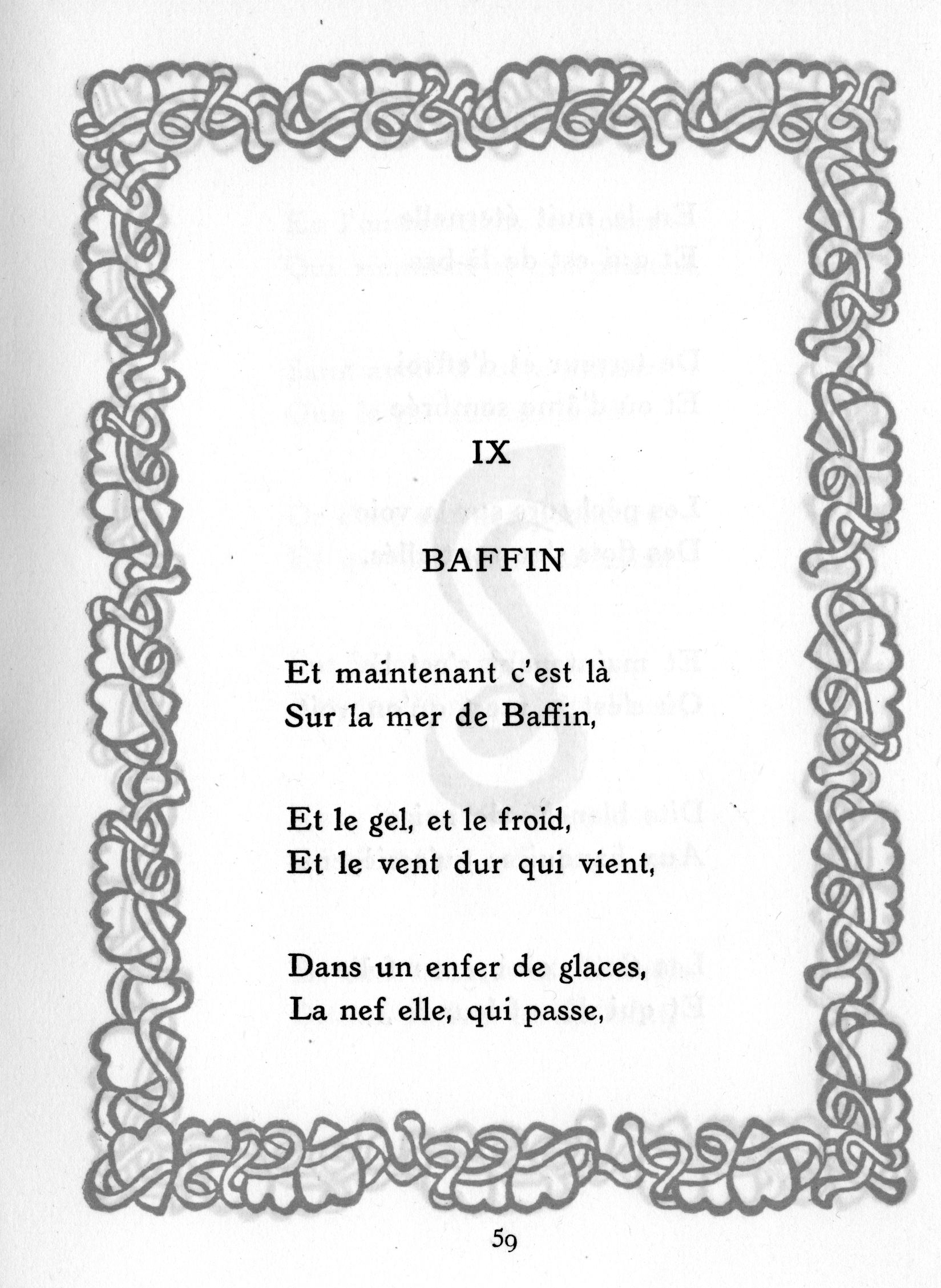
«Baffin», en Chansons d'Amures (1923). Amberes: Buschmann.
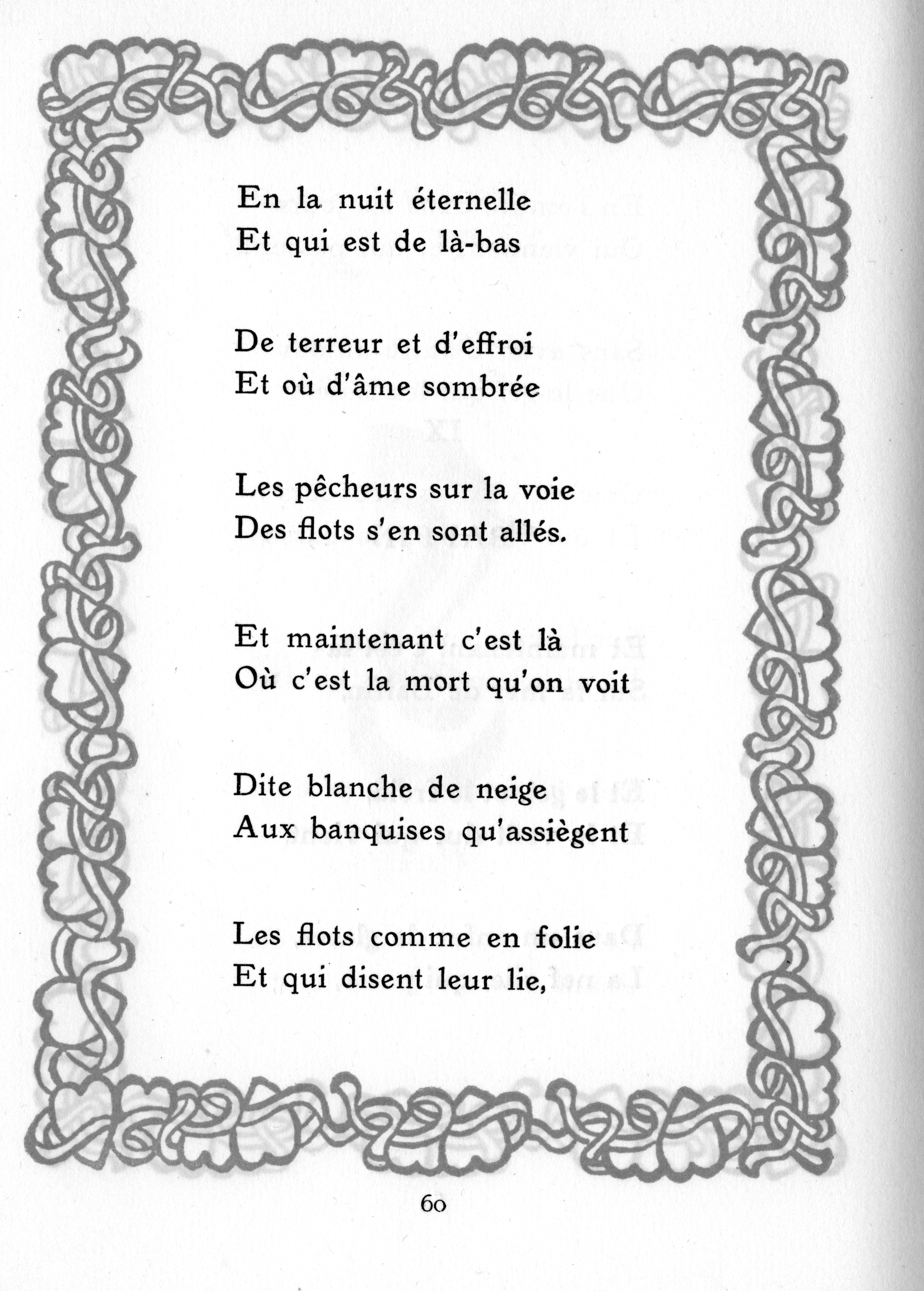
«Baffin», en Chansons d'Amures (1923). Amberes: Buschmann.
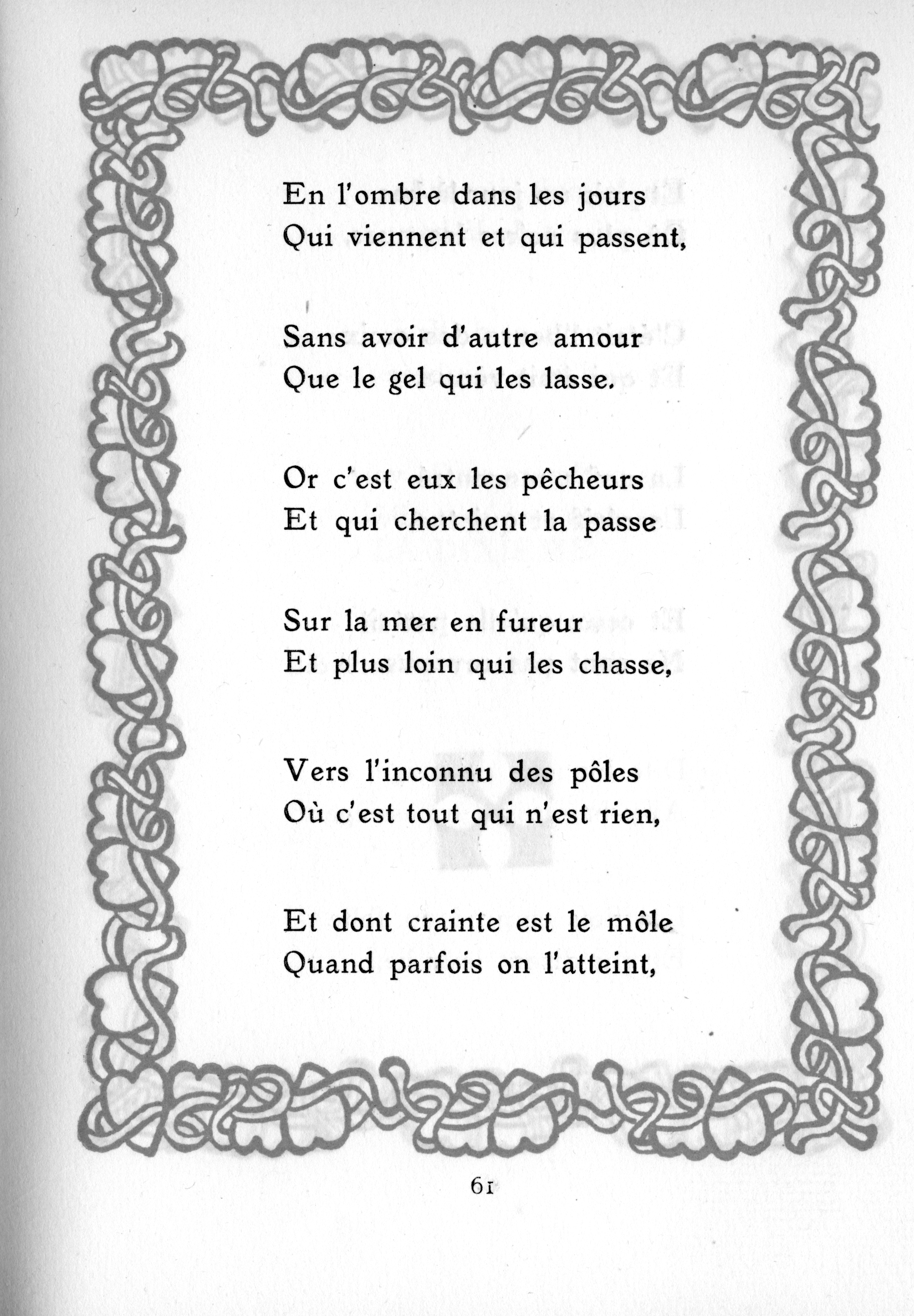
«Baffin», en Chansons d'Amures (1923). Amberes: Buschmann.
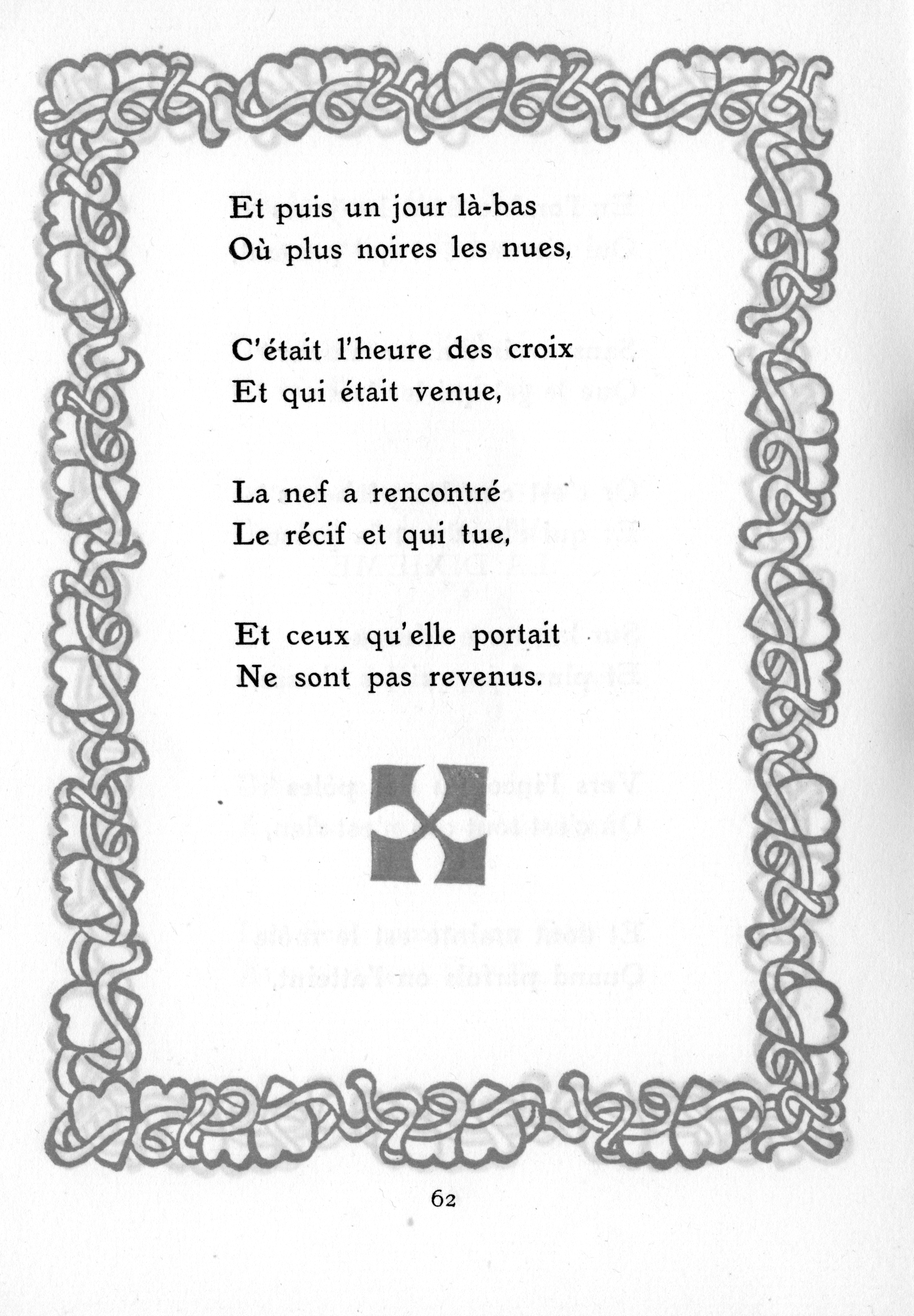
«Baffin», en Chansons d'Amures (1923). Amberes: Buschmann.

## Obras

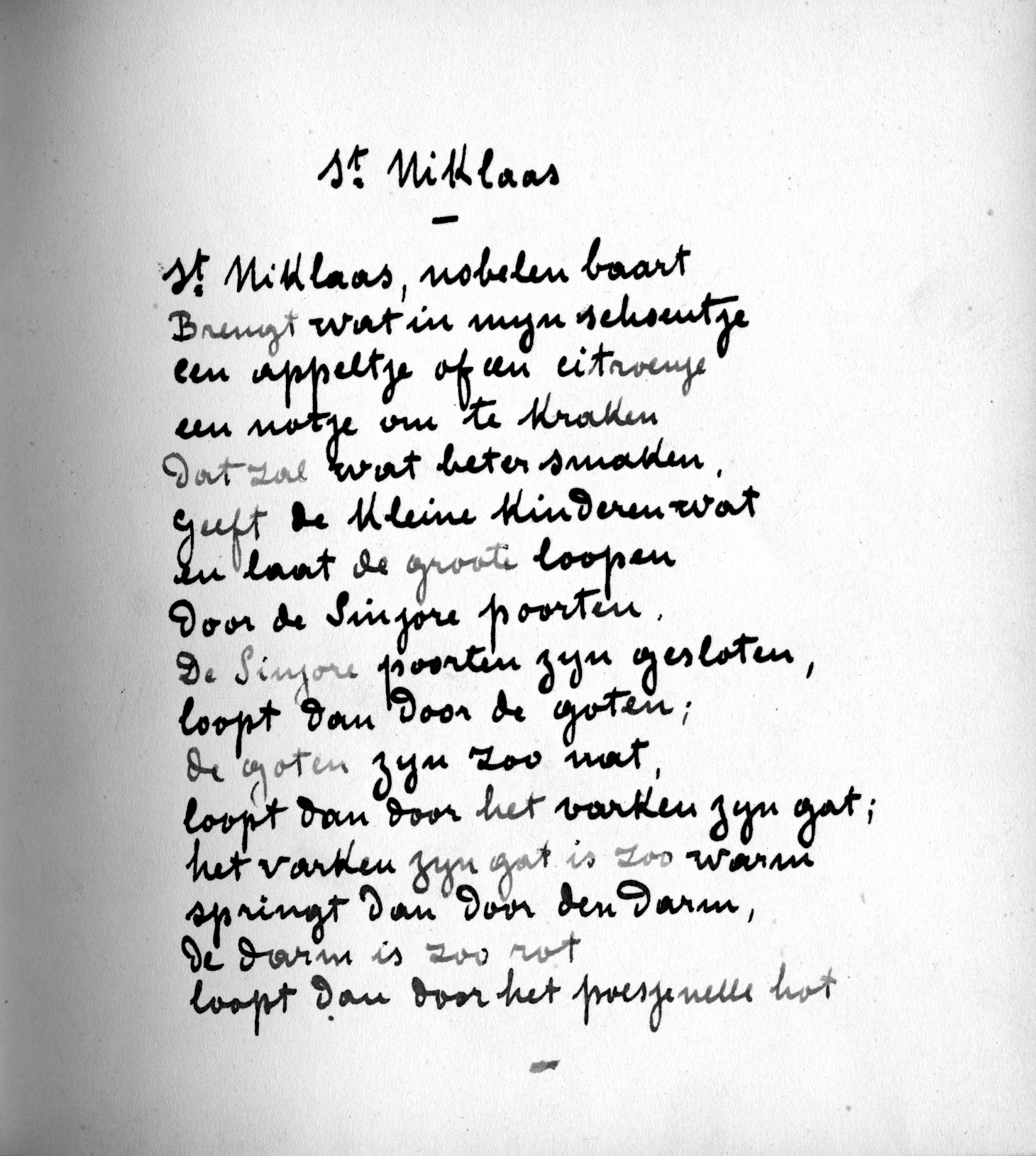
Manuscrito del poema popular en neerlandés flamenco «Sint Niklaas», escrito por Max Elskamp en 1897.

- L'Éventail japonais, Amberes, h.c., 1886
- Le Stylite en La Wallonie, 1891
- Dominical, ilustrado por H. Van de Velde, Amberes y Bruselas, Lacomblez, 1892
- Salutations, dont d'Angéliques, Bruselas, Lacomblez, 1893
- En Symbole vers l'apostolat, Bruselas, Lacomblez, 1894
- Six Chansons de pauvre homme pour célébrer la semaine de Flandre, Bruselas, Lacomblez, 1898
- La Louange de la vie, poemario colectivo, Mercure de France, 1898
- Enluminures, Bruselas, Lacomblez, 1898
- L'Alphabet de Notre-Dame la Vierge, Amberes, Buschmann, 1901
- Les Commentaires et l'idéographie du jeu de loto dans les Flandres, Amberes, A. de Tavernier, 1918 (fechado de 1914)
- Sous les tentes de l'exode, Bruselas, Robert Sand, 1921
- Chansons désabusées, Bruselas, G. Van Oest, 1922
- La Chanson de la rue Saint-Paul, Amberes, Buschmann, h.c., 1922
- Les Sept Notre-Dame des plus beaux métiers, Amberes, A. de Tavemier, 1923
- Les Délectations moroses, Bruselas, G. Van Oest, 1923
- Chansons d'Amures, Amberes, Buschmann, 1923.
- Maya, Amberes, Buschmann, 1923
- Remembrances, Amberes, Buschmann, 1924
- Aegri Somnia, Amberes, Buschmann, 1924

Publicaciones póstumas
- Huit chansons reverdies, NRF, 1932
- Les Fleurs vertes, Bruselas, Nouvelle Société d'Édition, 1934
- Les Joies blondes, Bruselas, Nouvelle Société d'Édition, 1934
- Les Heures jaunes, en Œuvres complètes, Ediciones Bernard Delvaille, Seghers, 1967
- Effigies, Fata Morgana, 1989 ISBN 2851941992

Reediciones
- Chansons et Enluminures, Bruselas, Ediciones Jacques Antoine, 1980
- La Chanson de la rue Saint-Paul precedido de Sous les tentes de l'exode y de Aegri Somnia, Bruselas, Labor, 1987 ISBN 2804002470
- La Louange de la vie, Orphée/La Différence, 1997 ISBN 978-2729105440
- La Chanson de la rue Saint-Paul, Chansons d'Amures, Les Délectations moroses, Aegri Somnia, Poesía/Gallimard, 1997 ISBN 2070329704